# Tomorrow (álbum de Sean Kingston)
Tomorrow é o segundo álbum de estúdio do cantor americano Sean Kingston. O álbum foi lançado em 7 de setembro de 2009. Atualmente, dois singles foram lançados do álbum. Apesar de "Fire Burning" ser um grande hit no verão em 2009, o álbum só alcançou a posição #37 na parada americana de álbuns Billboard 200 com apenas 13.000 cópias vendidas na primeira semana de lançamento. Ele saiu do top 40 na semana seguinte, caindo da posição #40 pontos para #87.

## Singles
- "Fire Burning" foi lançado como primeiro single oficial do álbum em 24 de abril de 2009. Ele alcançou a posição #5 na Billboard Hot 100, tornando-se o single de maior sucesso do álbum.

- "Face Drop" foi lançado como segundo single oficial do álbum. Ele foi lançado para as estações de rádio em 18 de agosto de 2009 e no iTunes em 01 de setembro de 2009. Liricamente, "Drop Face" é pedido para não julgar pela aparência. Ele alcançou a posição #61 na Billboard Hot 100, que foi de sucesso moderado em comparação com sucessos anteriores de Kingston.

### Singlespromocionais
O iTunes lançou singles promocionais do álbum como parte do "Countdown to Tomorrow". Todos os singles receberam a mesma capa, cada um com uma cor de fundo diferente.
- "My Girlfriend" foi lançado como primeiro single promocional lançado digitalmente em 28 de julho de 2009.

- "Wrap U Around Me" foi lançado como segundo single promocional lançado digitalmente em 04 de agosto de 2009.

- "Tomorrow" foi lançado como terceiro single promocional lançado digitalmente em 11 de agosto de 2009.

- "Island Queen" foi o quarto single promocional lançado digitalmente em 18 de agosto de 2009.

- "War" foi o quinto single promocional e foi lançado digitalmente em 25 de agosto de 2009. Originalmente "War" contém participação do rapper Lil Wayne, mas esta versão não foi incluída no álbum.

- "Face Drop" foi o sexto single promocional e foi lançado digitalmente em 01 de setembro de 2009. Posteriormente foi lançado como o segundo single oficial do álbum, e ela foi enviada para as rádios em 18 de agosto de 2009.

## Lista de faixas
| Edição padrão |                                                         | |                                      |         |  |
| N.º           | Título                                                  | Compositor(es)                                                                                             | Produtor(es)                         | Duração |  |
| 1.            | "Welcome to Tomorrow"                                   | Jonathan Reuven Rotem, Keinan Abdi Warsame, Peter Gene Hernandez & Philip Lawrence                         | PrettyBoiFresh                       | 0:57    |  |
| 2.            | "War"                                                   | Jonathan Reuven Rotem & Kisean Anderson                                                                    | J. R. Rotem                          | 2:59    |  |
| 3.            | "Fire Burning"                                          | Nadir Khayat, Bilal Hajji & Kisean Anderson                                                                | RedOne                               | 4:00    |  |
| 4.            | "My Girlfriend"                                         | Peter Gene Hernandez, Fernando Garibay & Philip Lawrence                                                   | Fernando Garibay                     | 3:24    |  |
| 5.            | "Face Drop"                                             | Andrea Martin & Lucas Secon                                                                                | Lucas Secon                          | 3:04    |  |
| 6.            | "Magical"                                               | Jonathan Reuven Rotem & Kisean Anderson                                                                    | Emile                                | 3:09    |  |
| 7.            | "Island Queen"                                          | Peter Gene Hernandez & Philip Lawrence                                                                     | The Smeezingtons                     | 3:42    |  |
| 8.            | "Tomorrow"                                              | Jonathan Reuven Rotem, Keinan Abdi Warsame, Peter Gene Hernandez & Philip Lawrence                         | The Smeezingtons                     | 2:56    |  |
| 9.            | "Twist Ya Around"                                       | Jonathan Reuven Rotem, Keinan Abdi Warsame, Peter Gene Hernandez, Philip Lawrence, Grant & Kisean Anderson | J. R. Rotem                          | 3:24    |  |
| 10.           | "Wrap U Around Me"                                      | Diane Warren                                                                                               | Pleasure P, Rico Love, Earl Hood & E | 3:22    |  |
| 11.           | "Shoulda Let U Go" (com participação de Good Charlotte) | Joel Madden, Detail, Benji Madden, Justin Franks, Kisean Anderson, LaMar Seymour, LaNelle Seymour          | Drum Up, DJ Frank E, Detail          | 3:08    |  |
| 12.           | "Over"                                                  | Jonathan Reuven Rotem & Kisean Anderson                                                                    | Al Khaaliq, The Messengers           | 3:06    |  |
| 13.           | "Ice Cream Girl" (com participação de Wyclef Jean)      | | Wyclef, Wonda                        | 4:01    |  |
| 14.           | "Why U Wanna Go"                                        | Wyclef Jean & Jerry Duplessis                                                                              | Midi Mafia                           | 3:43    |  |

## Histórico de lançamento
| País           | Data                  | Formato          | Gravadora                |
| -------------- | --------------------- | ---------------- | ------------------------ |
| Estados Unidos | 7 de setembro de 2009 | Download digital | Sony Music Entertainment |
| Reino Unido    | 7 de setembro de 2009 | Download digital | Sony Music Entertainment |